# NGC 5634
NGC 5634 è un ammasso globulare nella costellazione della Vergine distante 75000 anni luce dalla Terra. NGC 5634 ha una magnitudine apparente di +11.00 e un diametro di 4,9 minuti d'arco.